# Кечулата (Вилча)
Кечулата (рум. Căciulata) — село у повіті Вилча в Румунії. Адміністративно підпорядковане місту Келіменешті.
Село розташоване на відстані 166 км на північний захід від Бухареста, 17 км на північ від Римніку-Вилчі, 111 км на північ від Крайови, 109 км на південний захід від Брашова.

## Населення
За даними перепису населення 2002 року у селі проживали 211 осіб, з них 207 осіб (98,1%) румунів. Рідною мовою 207 осіб (98,1%) назвали румунську.